# Solas (álbum de Ronan Hardiman)
Solas es el álbum del músico irlandés Ronan Hardiman, el cual salió a la venta el año 1997, y representó la autonomía total de su música. El álbum está marcado por un estilo en el cual fusiona al piano, la música clásica y los cantos celtas; en el disco le acompaña la voz de Leslie Dowdall.
El álbum al momento de debutar se colocó en el top 20 de la lista billboard y vendió en ese momento 200,000 copias en el mundo, en ella se incluye un remix de la canción All the way back home y llegó a ser uno de los más vendidos junto con artistas Enya y U2; es uno de los álbumes representativos del new age, y sus canciones más conocidas de ellas son: Love song, Dreaming, entre otras.

## Lista de canciones
- "Love song" - 4:08
- "All the way back home" - 4:50
- "Dreaming" - 5:16
- "Heaven" - 4:09
- "New lands" - 3:25
- "Take me with you" - 4:36
- "Angel" - 5:06
- "Far away" - 4:40
- "Comunication" - 5:10
- "Secret world" - 5:14
- "All the way back home (remix)" - 5:48

- Datos: Q581214